# Fagerhätta
Fagerhätta (Mycena oregonensis) är en svampart som tillhör divisionen basidiesvampar, och som beskrevs av Alexander Hanchett Smith. Fagerhätta ingår i släktet Mycena, och familjen Favolaschiaceae. Enligt den finländska rödlistan är arten nära hotad i Finland. Enligt den svenska rödlistan är arten sårbar i Sverige. Arten förekommer i Götaland, Svealand och Nedre Norrland. Artens livsmiljö är bäckar.